# Willem Jacob Huyssen van Kattendijke
Willem Jacob Huyssen van Kattendijke (Middelburg, 17 februari 1758 – 's-Gravenhage, 20 mei 1826) was een Middelburgs regent en lid van de Tweede Kamer.
Willem Jacob Huyssen van Kattendijke was de Middelburgse regent Alexander Johan Hieronymus Huyssen van Kattendijke en Anna Hurgronje. Hij studeerde hedendaags en Romeins recht aan de Hogeschool te Leiden, waar hij in 1778 promoveerde op stellingen. In 1780 trouwde hij te Tholen met Catharina Maria Gerardina Turcq (1761-1823). Zijn zoon Jan Willem Huyssen van Kattendijke zou het tot minister van Buitenlandse Zaken schoppen, en zijn kleinzoon Willem Johan Cornelis Huyssen van Kattendijke werd minister van Marine.
Ten tijde van de Republiek der Verenigde Nederlanden was hij tussen 1781 en 1793 afwisselend schepen en raad in de vroedschap van Middelburg. Daarnaast was hij ambachtsheer van Kattendijke en lid van de Admiraliteit van Zeeland.
In de Franse tijd vluchtte hij, als vele andere bestuurders, naar Braunschweig, waar hij kamerheer was voor Louise de vrouw van Karel hertog van Brunswijk-Wolfenbüttel.
Na de terugkeer van de Oranjes werd hij in 1814 verheven in de adelstand. Vervolgens was hij lid van de stedelijke raad van Middelburg en ook lid van achtereenvolgens de Staten-Generaal der Verenigde Nederlanden en de Tweede Kamer der Staten-Generaal. In de Tweede Kamer was hij regeringsgezind, en regelmatig voorzitter van een van de afdelingen.